# Prioniturus mada
Prioniturus mada là một loài vẹt trong họ Psittacidae.